# Chong Hyon-jong
Chong Hyon-jong (hangeul : 정현종), né le 17 décembre 1939 à Séoul, est un auteur sud-coréen. 

## Biographie
Cheong Hyeon-jong est né le 17 décembre 1939 à Séoul. Il intègre le lycée Taegwang et sort diplômé du département de philosophie de l'université Yonsei en 1965. Il a travaillé en tant que journaliste pour le journal JoongAng Ilbo à Séoul et en tant que professeur dans le département de création littéraire à l'Institut des arts de Séoul. Il a récemment pris sa retraite en tant que professeur de l'université Yonsei à Séoul.

## Œuvre
La poésie de Cheong Hyeon-jong est classée dans la poésie lyrique traditionnelle coréenne. Ses premiers poèmes comportent des notions de nihilisme propre à la poésie lyrique et traditionnelle de la période de l'après-guerre. Il explore les possibilités de transcender la douleur de la réalité et les relations parfois contradictoires entre les rêves des individus et le monde extérieur. Sa poésie évoque ainsi des éléments en contradiction comme la douleur et la joie, l'eau et le feu, la lourdeur et la légèreté, la tristesse et le bonheur, éléments qu'il explore avec un style d'écriture dynamique qui cherche justement à renverser ces contradictions et à insuffler l'envie à ses lecteurs de poursuivre leurs rêves. Il a poursuivi cette exploration poétique dans ses deuxième et troisième livres de poèmes, Je suis monsieur étoile (Naneun byeolajeossi) et Comme les ballons qui rebondissent même quand ils tombent sur le sol (Tteoreojyeodo twineun gongcheoreom).
Le quatrième recueil de Cheong s'intitule On n'a pas beaucoup de temps pour aimer (Saranghal Sigani manchi anta), il marque un tournant dans la carrière du poète, par son acceptation de la réalité  telle qu'elle se présente, et les merveilles de la nature. Ces travaux ont montré également un nouveau penchant de l'auteur pour le monde de la réconciliation plutôt que pour celui que du conflit. Ce changement est devenu plus évident dans son cinquième recueil de poèmes intitulé Une fleur (Han kkotsong-i). Un pied est un poème qui prétend que la civilisation et les artifices suppriment l'humanité, et que la nature est le seul moyen pour obtenir le salut, ce poème est une manifestation directe de l'évolution des thèmes du poète.

## Récompenses
- 1995 : Prix de littérature contemporaine (Hyundae Munhak) pour 내 어깨 위의 호랑이, Le tigre sur mes épaules
- 1996 : Prix Daesan pour 세상의 나무들, Les arbres du monde
- 2001 : Prix Midang pour 견딜 수 없네[5]
- 2004 : Prix Gongcho pour 경청, Écoute attentive